# Satansbraten (Film)
Satansbraten ist eine Filmgroteske des deutschen Regisseurs, Autors und Darstellers Rainer Werner Fassbinder. Innerhalb von acht Jahren war es sein 26. Spielfilm. Er erzählt von der Schaffenskrise eines ehemals erfolgreichen linken Autors, der sich plötzlich für Stefan George hält und Gefallen an rechtsradikalen Ansichten hat. Die Dreharbeiten in München erfolgten in zwei Teilen: 14 Tage im Oktober 1975 und 15 Tage im Januar/Februar 1976. Die Kosten beliefen sich auf ca. 600.000 DM. Die Uraufführung des Films fand am 7. Oktober 1976 auf der Filmwoche Mannheim statt; der Kinostart war im November 1976.

## Handlung
Der Poet Walter Kranz und seine pragmatische Frau Luise leben mit Walters geisteskrankem Bruder Ernst zusammen. Sie haben Geldprobleme, weil der ehemals erfolgreiche „Dichter der Revolution“ seit zwei Jahren nichts mehr geschrieben hat. Sein Konto ist weit überzogen, sein Verleger gibt ihm keinen Vorschuss mehr und auch bei seinen Freunden Lisa und Rolf hat er bereits zu viele Schulden angehäuft. Nur Walters Geliebte Irmgard von Witzleben, die gern seine Sklavin spielt, stellt ihm noch einen Scheck aus – doch beim Sklavenspiel erschießt er sie.
Walter kommt auf die Idee, über eine Prostituierte zu schreiben, und empfängt Lana von Meyerbeer zum Interview. Aber es fällt ihm leichter, mit ihr zu schlafen als gute Fragen zu stellen. Seine Frau schaut zu und beschwert sich, weil er mit ihr schon länger nicht mehr schläft. Sein Bruder Ernst ist vorwiegend damit beschäftigt, seine Sammlung toter Fliegen zu vergrößern. Als die Polizei von Walter ein Alibi verlangt, werden gerade die gepfändeten Möbel aus der Wohnung abgeholt. Weil es zu Hause so ungemütlich geworden ist, übernachtet Walter lieber bei seiner Freundin Lisa – mit vorheriger Genehmigung ihres Mannes. Lisa stimmt auch zu, sein Alibi zu bezeugen.
Zur Geldbeschaffung lässt er seine Verehrerin Andrée anreisen, die ihm jahrelang Briefe geschrieben hat. Glücklich darf sie bei Walter, Luise und Ernst einziehen. Andrée stellt ihre Ersparnisse zur Verfügung, ist Walter völlig ergeben und lässt sich immer wieder demütigen. Sie nimmt es sogar hin, dass sie von Ernst auf Anregung seines Bruders Walter im Kohlenkeller vergewaltigt wird.
Als Walter ein schönes Gedicht schreibt, entlarvt es seine Frau schnell als Werk von Stefan George. Daraufhin lässt sich Walter von Andrées Geld einen Anzug der Jahrhundertwende schneidern, setzt sich eine Perücke auf und liest – wie George – vor einem kleinen Kreis dessen Texte vor. Immer mehr identifiziert er sich mit George, nur sein Äußeres macht ihm zu schaffen: Luise hat ihn darauf aufmerksam gemacht, dass er für Stefan George reichlich dick ist.
Als Andrées Ersparnisse zu Ende gehen, kommen Walters Zuhörer nicht wieder, denn er hatte sie dafür bezahlt, seinen Vorträgen beizuwohnen. Als echter Zuhörer bleibt ihm – neben Andrée – nur noch Urs, ein Jünger, der immerhin Walters Bruder Ernst dazu holt. Als Luise ihm sagt, dass er nicht George sein könne, da dieser schwul war, probiert Walter den Kontakt mit einem Stricher. Als der sexuelle Kontakt nicht klappt und der Stricher sich auch noch unfähig zeigt, bei seinen Lesungen zu assistieren, erklärt Walter Stefan George für tot. Er hat aber so viel Gefallen am faschistoiden Weltbild von Starken und Schwachen gefunden, dass er sich einen Spaß daraus macht, Lisa und Rolf Andrées Unterwürfigkeit vor Augen zu führen.
Die Geldnot treibt Walter dazu, nach Jahren mal wieder seine ärmlich lebenden Eltern zu besuchen. Er schafft es, ihnen mit einer Geschichte die Beerdigungsersparnisse abzunehmen. Andrée, die Walter auf Schritt und Tritt folgt, ist beim Anblick des Elternhauses fassungslos und beginnt, an ihm zu zweifeln. Er hatte ihr von vermögenden, gebildeten Eltern erzählt.
Bald hängt sie wieder an seinen Lippen, denn Walters Schaffenskrise ist zu Ende: Er schreibt wieder und kann nun Andreé und den beiden Jüngern eigene Texte vorlesen. Geld fehlt ihm jedoch weiterhin. Deshalb überrascht er die Prostituierte Lana in ihrer Privatwohnung. Als er merkt, dass sie verheiratet ist, erpresst er ihre Ersparnisse. Aber er hat nicht mit Lanas Beschützern gerechnet und wird vor den Augen von Andrée zusammengeschlagen. Als Walter, noch am Boden liegend, lächelt, hält Andrée ihn für schwach und fällt völlig vom Glauben an ihn ab.
Walter kann das egal sein, denn er hat es geschafft: Sein Buch „Keine Feier für den toten Hund des Führers“ ist fertig und der Verleger zufrieden: Das sei nun „kein verkrampfter linker Kitsch“ mehr, sondern habe „Power“ und „Größe“. Er schlägt als Werbeslogan vor: „Ein Epos aus den Niederungen und Kloaken des Menschseins“. Alles könnte gut werden, aber als Walter nach Hause kommt, ist seine Frau ins Krankenhaus eingeliefert worden. Luises Aussehen und die Bemerkungen über ihren Gesundheitszustand hatte Walter zuvor nie beachtet. Als er mit seinen zwei verbliebenen Jüngern im Krankenhaus eintrifft, ist Luise bereits verstorben. Theatralisch bricht er zusammen und enttäuscht damit seine beiden Jünger, die er stets auf das Starke eingeschworen hatte.
Dem Arzt gegenüber erklärt er alles für Schauspiel. Als der Arzt von seinem neuen Werk erfährt, nennt er Walter einen Glücklichen und lässt ihn strahlen. Walter will sich nun seines Bruders entledigen und dazu Ernst bei der Polizei des Mordes an Irmgard bezichtigen. Er lässt Ernst die Pistole aus dem Versteck holen – und wird von ihm beim Telefonat mit der Polizei erschossen. Als es klingelt, stehen Polizisten zusammen mit Irmgard vor der Tür. Mit einem Eimer kalten Wassers lassen sie Walter wieder auf(er)stehen, der sie irritiert fragt: „Ist das das Paradies?“

## Motto des Films
Der Film beginnt mit einem Zitat von Antonin Artaud, dem Fassbinder anderthalb Jahre später auch seinen Film Despair – Eine Reise ins Licht widmete:
„Ce qui différence / le païens de nous / c´est qu´à l´origine / de toutes leurs croyances / il y a un terrible effort / pour ne pas penser en hommes, / pour garder le contact / avec la création entière / c´est-à-dire la divinité.“ (Was die Heiden von uns unterscheidet, ist jene am Ursprung all ihrer Glaubensformen unternommene Anstrengung, nicht vom Menschen aus zu denken, um die Verbindung mit der ganzen Schöpfung, das heißt mit der Gottheit, zu erhalten.)

## Fassbinder über seinen Film
„Das ist ein Versuch, der mit vielen Dingen zu tun hat, mit denen ich zu tun habe, ganz privat; der etwas mit meiner Haltung zu tun hat, wenn ich Zeitung lese, welche Haltung ich entwickle zu manchen Sachen, oder wenn ich mit Leuten rede, die immer noch so reden, als wär noch 1968, und was dann bei mir passiert, was da für Aggressionen bei mir entstehen, so dass ich manchmal sagen möchte: „Diese Arschlöcher, das kann einfach nur Scheiße sein, wenn diese Trottel immer noch daran hängen oder so daran hängen, wie die das tun, so hirnlos und ohne etwas gelernt zu haben.“ Na, was da also für Aggressionen bei mir entstehen und wie ich das doch wieder überwinde, weil ich mir sage, das ist aber doch der richtige Weg. Aus diesem Gefühls- und Gedankenkuddelmuddel versuche ich, eine klare Geschichte zu erzählen.“

## Kritiken
„Der Ton ist aufs äußerste gereizt, überzogen, kreischend, falsch, zickig und affektiert, der Text ist überdreht, geschwollen und gestelzt, und die Aktionen sind absurd, pervers und unglaublich“

„Die wütendste Attacke gegen Fassbinder stammte von ihm selbst: Satansbraten schilderte „eine Ecke von mir, ins Groteske übersteigert“. (…) Die Selbststilisierung eines sich genialistisch dünkenden Dichters mit ausgeprägter Herrenmenschen-Ideologie ist rüde und schwer konsumierbar in Szene gesetzt. (…) Satansbraten ist ein Dokument der Krise, eine höhnische und erbarmungslose Selbstkritik. ‚Private Leiden veröffentlicht in einem Massenmedium‘ (Hans-Dieter Seidel, Stuttgarter Zeitung, 11. Februar 1977), kommentiert die Kritik, die immerhin erkannte, dass hier nicht nur von Fassbinders Traumata gehandelt wurde, sondern auch ‚von der lähmenden Resignation eines einschläfernden Geisteslebens, in der so viele Hoffnungen versackt sind‘ (Peter Buchka, Süddeutsche Zeitung, 26. November 1976).“

„Der Mut der Verzweiflung treibt den Intellektuellen Walter über den Rand des Verbrechens hinaus. In anderen – ob seiner Frau, seinem Bruder, Lisa, Lana oder Irmgart – sieht er nur Rädchen im eigenen egoistischen Getriebe. Nichts ist da einige Jahre nach der Revolte mehr von Revolte. Da revoltiert höchstens noch einer dagegen, dass andere ihn vergessen könnten – und Walter landet ‚samtweich‘ in einer verwaschenen, primitiven rechten Ideologie, die aber auch nicht so recht(s) funktionieren will – es sei denn für ein erlesenes Publikum, das mal schnell den linken Wahn, der langweilig geworden ist, in einen rechten umdeutet. Plastisch und drastisch, zynisch und ohne Skrupel führt Fassbinder uns eine ‚Gemeinde‘ vor, die einmal angetreten war, das Falsche und Verlogene, das Ungerechte und Verkommene einer Gesellschaft zu entlarven, darauf zu pochen, Freiheit zu praktizieren – und die in ihrer eigenen Arroganz und Eitelkeit zu (ver)enden scheint.“
„Vor allem Walter, aber weiß Gott nicht nur er, wütet durch diese eigentlich ‚grausame, überdrehte Satire auf den Opportunismus der Kulturindustrie und den Narzissmus der Künstler‘(Thomas Elsaesser, 2001), mit der die Kritiker nicht viel mehr anfangen konnten, als seine Aussagen auf Fassbinder selbst und seinen Umkreis zu projizieren, was dem Film in keiner Weise gerecht wird.“

„Ein als Sado-Maso-Akt inszenierter Raubmord stellt gleich in den ersten Minuten die untrennbare Verbindung von Sex, Geld und Macht her, von der bei Fassbinder oft die Rede ist und die in Satansbraten im Gewand einer Komödie besonders brutal daherkommt. Ohne Rücksicht auf melodramatische Gefühle dürfen hier die Figuren bei ihren Tauschgeschäften aufeinander losgehen, triebhaft-regressiv und kalt berechnend zugleich, so selbstsüchtig wie selbstzerstörerisch, geil und ausbeuterisch und dabei ohne wirkliches Interesse aneinander.(…)
Boshaftigkeit nach allen Seiten, gegen alles und jeden. Fassbinders einzige Komödie ist zugleich sein vielleicht misanthropischster Film, das cineastische Äquivalent zu einem Kotzschwall. Es gibt sehr wenig in Satansbraten, was auch nur den Hauch von Empathie erzeugt – Kranz’ allmählich zugrunde gehende Frau Luise (Helen Vita) bildet zumindest am Filmende, als ihr furienhaftes Geschimpfe stiller Traurigkeit weicht, eine kleine Ausnahme. Sympathien fasst man vor allem für die aus den Nähten platzende Energie aller Beteiligten, ein unter Volldampf stehendes Ensemble um den furios aufspielenden Kurt Raab, dessen wüstem Gebaren zuzusehen und zuzuhören eine Freude ist – auch wenn das zum Lachen höchstens zwanzig Minuten taugt und danach eher Stresssymptome verursacht. Und Bewunderung hegt man für den Willen zur Form, der Fassbinder etwa inmitten des schäbigen Chaos jäh das Tempo drosseln lässt, um mit Orchestermusik und schwelgerischer Kamera eine Dramensequenz mit Raab und Ingrid Caven in mondäner Villa am See als buchstäblich „großes Kino“ zu inszenieren.(…)
Da ist vor allem der zentrale Strang um Kranz’ Alter Ego. Dass Fassbinder den Ex-Revoluzzer mit Kostüm und Perücke ausgerechnet in die Rolle des Erzreaktionärs Stefan George schlüpfen lässt, ist zwar auch eine ätzende politische Pointe – aber nicht nur das. Wie Kranz inmitten eines niedrigen Alltags ein groteskes Imitat des elitären George-Kreises auf die Beine stellt, das erzählt eben auch von dem Versuch einer künstlerischen Selbstermächtigung unter widrigsten Umständen. Wenn man annehmen darf, dass Fassbinder sowohl von Georges Kunstwillen wie von dessen theatralischer Selbstinszenierung im Kreis einer sich absolut unterordnenden Anhängerschaft auch fasziniert gewesen ist, und wenn man sieht, wie hemmungslos er solch Auftreten in Satansbraten zugleich der totalen Lächerlichkeit preisgibt: Dann versteht man, wer das erste und letzte Ziel der verbittert-zynischen Attacken dieser sogenannten Komödie war.“

## Theateradaptionen
- Satansbraten Münchener Kammerspiele (2012) - Regie: Stefan Pucher (Memento vom 7. Oktober 2012 im Internet Archive)[7]

„Stefan Pucher beamt das jetzt genauso überdreht - mangels Zeitnervtreffer nur ein bisschen weniger ätzend und kulturkritisch schmerzend - vom Celluloid auf die Bühne der Münchner Kammerspiele: Lichtspieltheater, beinahe eins zu eins, von Stéphane Laimé (Bühne) und Tina Kloempken (Kostüme) kongenial ausgestattet. (…) Brigitte Hobmeier als Margit Carstensens Wiedergängerin sieht genau so aus. Was für eine Verkleidung! Wie sie mümmelnd die Zähne vorschiebt - man erkennt sie kaum. Es ist von bösartiger Komik, wie maßlos diese Frau Geniekult betreibt (…). Brigitte Hobmeier spielt das kolossal gut - und ist umso frappierender, als sie im Kontrast dazu Kranz' lasziv-mondäne Geliebte Lisa gibt und in dieser Ingrid-Caven-Rolle all ihre divenhafte Erotik und Fassbinderfrauen-Tauglichkeit demonstrieren kann.
Glücklich das Theater, welches solche Schauspieler hat! (…) So, wie der Protagonist Kranz Stefan George imitiert, welcher sein Gedicht „Albatros“ wiederum von Baudelaire übernahm, covert Pucher nun den Fassbinder-Film. Nehmen wir's als Kulturtechnik, und die bewirkt hier vor allem: einen Heidenspaß.
Weil die Übertragung auf das pfiffig-variable Bühnenset toll funktioniert. Und auch technisch ist der Abend mit seinen vielen Live-Drehs vor und hinter den Kulissen grandios gemacht. Er hat Tempo und Timing und das krude Happy End des Originals. Nach Martin Kušejs Erfolg mit „Die bitteren Tränen der Petra von Kant“ im Marstall (SZ vom 5. März 2012) ist Puchers „Satansbraten“ ein weiterer Beweis dafür, dass Fassbinders Stoffe immer noch zünden. Zumindest in München, wo das Fassbinder-Revival zum 30. Todestag des Künstlers als gelungen gelten kann.“